# Kikkeri, Tirthahalli
Kikkeri là một làng thuộc tehsil Tirthahalli, huyện Shimoga, bang Karnataka, Ấn Độ.